# Enfants jouant sur la plage
 (juillet 2025).
Pour plus de détails, voir Fiche technique et Distribution.
Enfants jouant sur la plage est un film de Georges Méliès, sorti en 1896. Actuellement, le film est considéré comme perdu.